# Maxwell (Nou Mèxic)
Maxwell és una vila dels Estats Units a l'estat de Nou Mèxic. Segons el cens del 2000 tenia 274 habitants.

## Demografia
Segons el cens del 2000, Maxwell tenia 274 habitants, 117 habitatges, i 76 famílies. La densitat de població era de 225,1 habitants per km².
Dels 117 habitatges en un 29,9% hi vivien nens de menys de 18 anys, en un 51,3% hi vivien parelles casades, en un 11,1% dones solteres, i en un 34,2% no eren unitats familiars. En el 29,9% dels habitatges hi vivien persones soles el 14,5% de les quals corresponia a persones de 65 anys o més que vivien soles. El nombre mitjà de persones vivint en cada habitatge era de 2,34 i el nombre mitjà de persones que vivien en cada família era de 2,91.
Per edats la població es repartia de la següent manera: un 25,2% tenia menys de 18 anys, un 6,9% entre 18 i 24, un 24,5% entre 25 i 44, un 23,7% de 45 a 60 i un 19,7% 65 anys o més.
L'edat mediana era de 41 anys. Per cada 100 dones de 18 o més anys hi havia 86,4 homes.
La renda mediana per habitatge era de 23.750 $ i la renda mediana per família de 28.750 $. Els homes tenien una renda mediana de 22.083 $ mentre que les dones 20.625 $. La renda per capita de la població era d'11.231 $. Aproximadament el 22% de les famílies i el 21,9% de la població estaven per davall del llindar de pobresa.

## Poblacions més properes
El següent diagrama mostra les poblacions més properes.